# Paratrimma
Paratrimma és un gènere de peixos de la família dels gòbids i de l'ordre dels perciformes.

## Taxonomia
- Paratrimma nigrimenta (Hoese & Brothers, 1976)[3]
- Paratrimma urospila (Hoese & Brothers, 1976)[3][4][5][6][7][8][9]